# Античный мост под Лимирой
Мост под Лимирой (тур. Kırkgöz Kemeri, что означает «мост сорока арок») — каменный мост через реку Алакир-Чайи, построенный под Лимирой в Ликии (территория современной Турции) древними римлянами, предположительно в III веке. Принадлежит к числу древнейших сегменто-арочных мостов мира. Мост длиной 360 метров имеет 28 пролётов, с соотношением подъёма к пролёту 5,3 — 6,1 : 1.